# Vikinška umjetnost
Vikinška umjetnost je široko prihvaćeni pojam za umjetnost Skandinavije (Norveška, Švedska i Danska) i udaljenih vikinških naselja, posebno onih na Britanskim otocima i Islandu, u razdoblju »vikinškog doba« od kraja 8. do početka 12. stoljeća. Vikinška umjetnost dijeli mnoge zajedničke elemente s keltskom umjetnošću, germanskom umjetnošću, kasnijim romaničkim stilom i istočnoeuropskom umjetnošću.
Premda je proučavanje vikinške umjetnosti započelo u kasnom 19. stoljeću, studija vikinške umjetnosti postiže zrelost u ranom 20. stoljeću, nakon što je norveški arheolog Haakon Shetelig objavio rad s detaljnim opisima rezbarijama ukrašenih drvenih površina na Oseberškom brodu otkrivenom 1904. God. 1966. engleski arheolog David M. Wilson i njegov danski kolega Ole Klindt-Jensen objavili su knjigu Vikinška umjetnost i time stvorili temelje sistematizacije ovog područja umjetnosti kao i njezine kronologije, koja se još uvijek koristi.

## Povijest
Regionalno podrijetlo Vikinga je sa Skandinavskog poluotoka, najsjevernijeg poluotoka kontinetalne Europe, no već od kasnog 8. stoljeća oni napadaju i pljačkaju bogata naselja na obalama sjeverozapadne Europe. Kao predkršćanski trgovci i morski pljačkaši, Vikinzi su u početku koristili svoje izdužene brodove, najčešće za invaziju i napade na europske obale, luke i riječna naselja, ovisno o godišnjem dobu. Vikinzi su prvi puta zabilježeni u povijesnim zapisima 793. godine, nakon napada na kršćansku zajednicu na otoku Lindisfarneu u današnjoj sjevernoj Engleskoj. 
Kasnije se vikinška aktivnost diverzificirala na trgovačka putovanja istočno, južno i zapadno od njihove skandinavske domovine, uključujući i redovita putovanja riječnim sustavom Rusije do Crnog i Kaspijskog mora, te zapadno do obala Britanskih otoka, Islanda i Grenlanda. Postoje dokazi da su Vikinzi doputovali do otoka Newfoundlanda u današnjoj Kanadi puno prije nego što je Kristofor Kolumbo u svojem putovanju otkrio »Novi svijet«. Trgovina i gospodarska razmjena doveli su do osnivanja naselja i kolonizacije mnogih od tih udaljenih teritorija

## Materijalni i pisani izvori
Današnje znanje o vikinškoj umjetnosti općenito se temelji na arheološkim nalazima trajnih predmeta, pogotovo od metala i kamena, dok su predmeti od manje trajnih materijala kao što je drvo (npr. Oseberški brod iz ranog 9. st. i Urneška drvena crkva iz kasnog 11. st.), rogovi, bjelokost, jantar i tekstil vrlo rijetki. Postoje povijesni izvori da se prakticiralo vrlo raskošno ukrašavanje tijela tetoviranjem, ali ljudska koža se kao nalaz nije uspjela očuvati. 
S iznimkom Gotlandskih petroglifa iz ranog vikinškog doba, izgleda da se umjetnička obrada kamena nije prakticirala na Skandinavskom poluotoku do 10. stoljeća, kada su stvoreni kraljevski spomenici u Jellingu u Danskoj. Upotreba kamena kao materijala za ukrašavanje počela se širiti u kasnijem razdoblju i to pod utjecajem kršćanstva.
Rekonstrukcija povijesti vikinške umjetnosti uglavnom se temelji na studijama dekorativne obrade metala iz raznih izvora. Vikinzi su za izradu nakita najviše koristili srebro i broncu (ponekad pozlaćenu), no pronađeni su rijetki raskošni primjeri nakita od čistog zlata, vjerojatno vlasništvo kraljeva ili visokog plemstva. U njihovim grobnicama često su pronađeni ukrašeni metalni predmeti za svakodnevnu upotrebu, u skladu s raširenim običajem pokapanja pokojnika zajedno s njegovim dobrima (nakit, kućanski predmeti, alat i oružje). Iako rijetki,pronađeni su i predmeti od plemenitih metala u obliku zalihe koju je vlasnik zakopao kako bi spriječio krađu ili kao žrtvu bogovima. Vikinški novac čini zasebnu kategoriju studija predmeta iz vikinškog doba, pošto se njihov dizajn i ukrašavanje razvijalo neovisno o vikinškoj umjetnosti.
Drugi izvori informacija o vikinškoj umjetnosti je skaldska poezija, složeni oblik usmenog pjesništva iz vremena Vikinga, a zapisan mnogo stoljeća kasnije. Mnogi stihovi pjevaju o obojenim ukrasima na drvu ili kamenu koja se nisu sačuvala, osim u iznimnim slučajevima. Skaldski pjesnik iz 9. stoljeća, Bragi Boddason, na primjer, spominje četiri neovisna prizora naslikana na jednom štitu. Jedan od tih prizora prikazuje ribarenje boga Thora, koji se kao motiv pojavljuje i u pjesmi Úlfra Uggasona iz 10. stoljeća u opisu slika iz novoizgrađene dvorane na Islandu.

## Podjela i odlike
Koncem 8. stoljeća započinje prvo razdoblje vikinške umjetnosti, poznato kao prijelazni ili stariji oseberški stil (prema Osebergu u Norveškoj, gdje je otkriven grobni tumul s cijelim vikinškim brodom). U tom razdoblju se umjetnost na skandinavskom području izrazito fokusirala na cijeli spektar isprepletenih animalnih dekoracija prisutnih na različitim predmetima, čime nastavlja baštinu merovinške životinjske ornamentike, koju je u zapadnoj Europi prekinula karolinška renesansa. Karakterističan motiv oseberškog stila je »zvijer koja stišće kandžama«, koji jasno razdvaja ranu vikinšku umjetnost od raznih stilova koji su mu prethodili. Oseberški stil je paralelna likovna pojava s irskom i anglosaskom, pretežno kristijaniziranom, umjetnošću na Britanskim otocima (tzv. insularna umjetnost).
U prvoj polovici 9. st. taj je plošni stil bio nadomješten izražajnijim, plastičnim mlađim oseberškim stilom ili stilom zakvačenih životinja, s karakterističnim međusobno isprepletenim figurama majmunolikih dugorepih životinja.
Borski stil, definiran u dijelovima opreme za jahanje od pozlaćene bronce iz Borrea u Norveškoj, u kojem je otkriven ukop u brodu, razvio se sredinom 9. st. Nalik je stilu zakvačenih životinja, no cijeli prizor poprima oblik trokuta i dobiva okvir. Životinje s tijelima izduženim u trake tijesno su isprepletene i ispunjavaju cijelu površinu tvoreći zatvorenu kompoziciju. Rezultat toga je potpuni nedostatak pozadine. Jedinsten je i simetrični „lanac od prstenja” s dvostrukim konturama i povezanim krugovima odvojenim poprečnim linijama, unutar romboidne površine koji ponekad završava sa životinjskom glavom u visokom reljefu (kao na kopčama pojaseva iz Borrea i Gokstada). Izbočenja i ornamenti u metalu često su rezbareni kako bi oponašali filigransku žicu korištenu u najfinijim primjercima umjetničke obrade metalaOvaj stil je dominirao Skandinavijom do kasnog 10. stoljeća, a ostala datirana nalazišta borskog stila su: Gokstad (900. – 905.), Tune (905. – 910.), Fyrkat (980.) i Trelleborg (980./1.), kao i nekoliko zakopanih blaga s kovanim novcem.
Na borski se potkraj 9. st. nadovezao i usporedno s njim postojao stariji jellinški stil; nastao je preoblikovanjem irske životinjske ornamentike, a naginje izrazito apstraktnim motivima. 
| Petroglif životinje na stražnjoj strani Haraldovog runskog kamena u Jellingu. |  | Petroglif životinje na stražnjoj strani Haraldovog runskog kamena u Jellingu. |
| Petroglif životinje na stražnjoj strani Haraldovog runskog kamena u Jellingu. |  |                                                                               |

Mlađi jellinški stil razvio se iz anglosaskih uzora u drugoj polovici 10. st., a glavno mu je obilježje motiv »velike životinje«, zvijeri s grifonskom glavom. Prvi se put pojavljuje na runskom kamenu kraljevskoga groba Haralda Modrozubog u Jellingu u Danskoj, na kojem je i najstariji prikaz Krista u Skandinaviji. 
| Obje strane mammenske sjekire, željezo s ugraviranim srebrom. |  | Obje strane mammenske sjekire, željezo s ugraviranim srebrom. |
| Obje strane mammenske sjekire, željezo s ugraviranim srebrom. |  |                                                               |

Mammenski stil je dobio ime po arheološkom nalazu koji ga je definirao, ratnoj sjekiri iz raskošno opremljene grobnice u blizini Mammena na Jutlandu u Danskoj, gdje je otkriven vikinški grobni tumul s kraja 10. st. Bogato ukrašena srebrnim umecima s obje strane oštrice, dok su prikazi životinja sve su realističniji, a pojavljuju se i biljni ornamenti s druge strane sjekire. Na vrhu, u blizini drške, vidljiv je isprepleteni čvor na jednoj strani i trokutna ljudska maska (sa širokim nosom, brkovima i bradom poput spirale). Maska je omiljeni motiv mammenskog stila, preuzet iz prethodnih stilova. Ova je željezna sjekira vjerojatno bila ceremonijalno oružje i dokazuje da je vlasnik vjerojatno imao kraljevski status. Dodatna potvrda tomu je kvaliteta odjeće u kojoj je ukopan, s raskošnim utkanim ukrasima i ukrašena dodacima od svile i krzna.
Prvu polovicu 11. st. označava ringeriški stil, nazvan prema području Ringerike, sjeverno od Osla, u Norveškoj, gdje je otkrivena grupa runskih kamenih spomenika. Karakteristična je biljna ornamentika, no još uvijek prevladavaju motivi vrpčasto oblikovanih životinja. Najčešći motivi su lavovi, ptice, životinje s tijelima oblikovanim u trake i spirale.
Za definiranje ringeriškog stila najčešće se uzima 2,15 metara visoki izrezbareni kamen iz mjesta Vang u Opplandu. Osim runskog natpisa uz desni rub, glavna površina kamena Vang ispunjena je uravnoteženim vitičastim ornamentom koji izbija iz dvije spirale na dnu kamena i dvaput se križaju prije nego završe s viticama u obliku luka; na križanjima izbijaju nove vitice i pojavljuju se novi kruškoliki motivi iz centra vitica prema gornjem vrhu. Iznad vitičastog uzorka prikazana je velika životinja u raskoraku vanjskih rubova istaknutih dvostrukim konturama sa spiralno označenim kukovima. Ringeriški stil u metalurgiji predstavljaju dva primjerka bakrenih vjetrokaza s pozlatom: jedan iz mjesta Källunge u Gotlandu, drugi iz Söderale u Hälsinglandu. Posljednji je ukrašen s dvije aksijalno izvedene krivulje u obliku zmija s istaknutim usnama i kruškolikim očima iz kojih izlaze simetrično postavljene vitice.
U drugoj polovici 11. st. razvio se urneški stil koji je ime dobio prema rezbarijama na drvenoj crkvi u Urnesu u Norveškoj. Kako većinu predmeta koji obilježavaju taj stil čine runski kameni spomenici u južnoj i srednjoj Švedskoj (Uppland), te na otocima Ölandu i Gotlandu, naziva se još i runskim stilom. Obilježja su mu izrazito stilizirani vitki životinjski prikazi isprepleteni u guste motive.
Početkom 12. st. životinjska ornamentika u Skandinaviji postupno uzmiče pred romaničkim stilom, koji oko 1100. počinje prodirati s juga Europe.